# 테크노스 저팬
테크노스 저팬은 일본에 존재했던 게임 제작사이다. 1981년 창립하여 1995년 부도를 맞았다. 대표작은 열혈시리즈, 더블 드래곤 시리즈 등이 있다.

## 개요
테크노스 저팬은 1981년, 당시 데이터 이스트에서 활동 중이었던 스탭들 중 일부가 퇴사하여 설립되었다. 테크노스 저팬에서 제작한 최초의 게임은 1982년에 제작했던 밍키 몽키라는 게임이었으며, 그 후 빅 프로 레슬링 같은 여러 게임도 제작하였다.
이후 아케이드 게임 최초의 대전 격투 게임으로 기록되는 가라데 챔프를 개발하면서 두각을 드러내게 된다. 가라데 챔프는 일반적으로는 데이터 이스트의 게임으로 널리 알려져 있지만 실제 개발원은 테크노스 저팬이다. 1984년까지만 해도 아직 데이터 이스트의 그늘을 벗어나지 못했기 때문이 아닌가 추측된다.
그리고 80년대 중반까지 다양한 장르의 게임을 만들면서 다소 실험적인 모습을 보이다가 1986년에 열혈경파 쿠니오군을 만들면서 격투 액션 게임계의 혁신을 일으킨다. 그리고 그 다음해에 더블 드래곤을 만들면서 횡스크롤 액션 게임의 선구자 역할을 공고히 하였다.
그리고 열혈경파 쿠니오군의 인기에 힘입어 수많은 열혈 시리즈들을 만들어냈고 그 외의 게임들도 많이 만들어냈지만, 1990년대 초중반 매너리즘에 빠지게 되면서, 판매량이 점점 줄어들게 된다.
테크노스 저팬의 제작 팀은 본래 아케이드 제작팀 (아케이드 게임 제작 담당)과 패미컴 제작팀 (패미컴 게임 제작 담당)이 있었으나, 패미컴용 열혈 시리즈가 아케이드용보다 판매량을 넘어 아케이드 제작팀의 개발 예산을 패미컴 제작팀에 몰아주는 일, 미국 자사에서는 북미 유저들의 취향에 맞추기 위해 아케이드 원판을 멋대로 뜯어 고쳐 발매하는 등의 만행이 있었으며, 이것 때문에 양측의 사이가 나빠지다가 결국 1990년 아케이드 제작팀 대다수가 퇴사하였다.
1991년 나카노구에 테크노스 나카노 빌딩을 세우고, 1992년에는 신주쿠에 있던 사무실을 이 곳으로 옮겼다. 하지만 이 때의 막대한 공사 비용이 부도의 원인 중 하나로 지목된다.
이 뿐만이 아니라 같은 해에는 F3 레이싱 팀을 운영하는 등 무리한 경영으로 서서히 경영난을 겪게 되고, 1995년 12월 15일 부도를 맞게 된다.
테크노스 저팬의 본사가 있던 테크노스 나카노 빌딩은 현재 다른 업체가 들어서면서 용도가 바뀌었지만, 건물만은 여전히 테크노스 빌딩으로 불리고 있다.
부도 후 스탭들 중 일부는 밀리언이라는 회사를 설립하게 되고 이들이 2001년 테크노스 저팬의 지적재산권을 매입한 후 다운타운 열혈물어 EX를 개발했으며 [[아틀라스
사장이 야쿠자에게 빌린 돈을 갚지 못해 시멘트에 깔려 죽었다거나 드럼통에 시멘트가 채워진 채 바다에 빠뜨렸다는 충격적인 유언비어도 있으나 이는 사실이 아니다.
2005년에 윈디소프트가 열혈물어를 토대로 열혈고교 온라인을 제작하기 시작하였으며 원작자 2명인 요시다씨와 세키모토씨가 기획에 참여했었으나 반응이 저조하면서 소리소문없이 사라지기도 했다.
2015년에는 밀리언이 가지고 있던 테크노스 저팬의 지적재산권이 전부 아크 시스템 웍스에 매각하였다.

## 게임 목록
(아케이드 버전을 기준으로 발매한 순서로 집계)
- 1982년
- 밍키 몽키[2]

- 1983년
- 스크램블드 에그(북미판 제목은 에그)
- 빅 프로레슬링(북미판 제목은 태그 팀 레슬링)
- 도미

- 1984년
- 출세 대스모
- Acrobatic Dog-Fight
- 가라데 챔프[3]
- 미스테리어즈 스톤즈

- 1985년
- 보기 매너
- 익사이팅 아워(북미판 제목은 매트 매니아, 타이토 발매)

- 1986년
- Battle Lane! Vol 5.[4]
- 열혈경파 쿠니오군(북미판 제목은 레니게이드)
- 매니아 챌린지[4]
- 자인드 슬리나(북미판 제목은 솔라 워리어즈)

- 1987년
- 더블 드래곤 시리즈
- 열혈고교 돗지볼부(북미판 제목은 슈퍼 돗지볼)

- 1988년
- 서유항마록 - 유봉요기의 장(북미판 제목은 차이나 게이트, 타이토와 Romstar가 발매하였다.)
- 더블 드래곤 II - 복수
- U.S Championship V'Ball

- 1989년
- WWF 슈퍼스타즈
- 블록 아웃(3차원 테트리스, 캘리포니아 드림 공동제작)

- 1990년
- 컴뱃 트라이브즈
- 더블 드래곤 III - 로제타 스톤

- 1991년
- WWF 레슬페스트

- 1993년
- 쉐도우 포스

- 1995년
- 더블 드래곤(네오지오판)
- 초인학원 고우카이저

- 1996년
- 쿠니오의 열혈피구 전설[5]